# 若望·奧奈耶坎
若望·奧奈耶坎（英語：John Onaiyekan；1944年1月29日—）是尼日利亞籍天主教司鐸級樞機及阿布賈總教區榮休總主教。

## 生平
奧奈耶坎於1944年1月29日在尼日利亞科吉州小鎮卡巴出生。他於1949年到1956年期間入讀卡巴天主教聖母學校，1963年至1965年期間入讀貝努埃州聖伯多祿聖保祿大修院。他於1969年完成在羅馬的宗教學研究，1969年8月3日晉鐸。
他於1983年1月6日晉牧，並獲教宗若望保祿二世任命為伊洛林教區輔理主教，領圖努蘇達領銜教區主教銜。他於1984年10月20日升為伊洛林教區正權主教，1990年7月7日改任為阿布賈教區助理主教。他於1992年9月28日接替榮休的道明·厄肯德姆而出任阿布賈教區正權主教。阿布賈教區於1994年3月26日升為總教區，他也同時成為首任總主教。
教宗本篤十六世於2012年11月24日將他擢升為司鐸級樞機，領聖撒多寧堂區司鐸銜。本篤十六世於2013年1月31日將他委任為信理部及宗座家庭理事會成員。教宗方濟各於2013年7月3日將他委任為阿希阿拉教區宗座署理。
他於2019年11月8日卸任阿布賈總教區總主教，總主教一職由依納爵·阿堯·凱加馬接任。